# ANPO
『ANPO』（あんぽ）は、2010年9月18日公開の映画。

## 概要
日本生まれのアメリカ人監督から日米安全保障条約（旧安保 / 新安保）のテーマを芸術の側面から見たドキュメンタリー。200本以上の日本映画の英語字幕を制作したリンダ・ホーグランドの初監督作品。字幕翻訳者を手掛けている内に、1960年の日米安保条約と60年安保闘争が日本映画監督に多大な影響・トラウマを与えたことに気づき、出演者のインタビューと彼らの作品から、50年前の当時のアーティストがどう影響を受けどう表現したのかについて迫った内容となっている。ドキュメンタリーではあるがナレーションはなく、字幕は固有名詞のみとなっている。
2010年9月10日には第35回トロント国際映画祭で上映。
キャッチコピーは「僕は戦争が嫌だ、あんな馬鹿なことを絶対したくない。――あの熱かった時代の日本をアーティストたちはどう表現したのか――」。

## 出演・作品
出演・作品
- 会田誠
- 朝倉摂
- 池田龍雄
- 石内都
- 石川真生
- 嬉野京子
- 風間サチコ
- 桂川寛
- 加藤登紀子
- 串田和美
- 東松照明
- 冨沢幸男
- 中村宏
- 比嘉豊光
- 細江英公
- 山城知佳子
- 横尾忠則

出演
- 佐喜眞加代子
- ティム・ワイナー
- 半藤一利
- 保阪正康

作品のみ
- 阿部合成
- 石井茂雄
- 井上長三郎
- 市村司
- 長濱治
- 長野重一
- 浜田知明
- 濱谷浩
- 林忠彦
- 丸木位里
- 丸木俊
- 森熊猛
- 山下菊二

## スタッフ
- 監督・プロデューサー - リンダ・ホーグランド
- 撮影 - 山崎裕
- 編集 - スコット・バージェス
- 音楽 - 武石聡、永井晶子
- 歴史監査 - ジョン・ダワー
- 配給・宣伝 - アップリンク